# 卡多切角
卡多切角（西班牙文：Cabo Catoche）是猶加敦半島的至北點，約在坎昆北方53公里處。1517年，西班牙征服者Córdoba的探險隊發現此地，開啟日後西進墨西哥的航路。卡多切角名字的由來，據信是西班牙人誤聽了馬雅語的cotoch，意為「我們家、我們的家鄉」。